# Johanna van Rosental
Johanna van Rosental (circa 1430 - Mělník, 12 november 1475) was van 1458 tot 1471 koningin-gemalin van Bohemen.

## Levensloop
Johanna was een dochter van de Boheemse edelman Jan van Rosental en diens echtgenote Ludmila van Strakonicz. In 1450 huwde ze met de Boheemse edelman George van Podiebrad en werd op die manier diens tweede echtgenote.
In 1452 werd George provinciaal administrator van de Boheemse koning Ladislaus Posthumus, die in 1457 kinderloos stierf. De belangrijkste kandidaten om Ladislaus op te volgen waren Matthias Corvinus en George van Podiebrad. Het was George die werd verkozen, waarna George en Johanna in 1458 gekroond werden tot koning en koningin-gemalin van Bohemen.
Johanna ondersteunde actief de politiek van haar echtgenoot: ze was niet alleen een mentor, maar ook persoonlijk betrokken bij de Boheemse staatspolitiek en ze maakte bovendien deel uit van zijn politieke agenda. Johanna werd echter vooral erkend als een gewaardeerde echtgenote en moeder. Van 1465 tot 1467 reisde Johanna door West-Europa. Toen George door de paus geëxcommuniceerd werd, gold dat ook voor Johanna en haar kinderen. In augustus 1470 leidde ze de Boheemse troepen die vochten tegen Georges rivaal Matthias Corvinus. 
In 1471 stierf George van Podiebrad, waarna hij als Boheems koning werd opgevolgd door Wladislaus II Jagiello. In 1473 organiseerden Johanna en Wladislaus II een landassemblee in Benešov, waarbij ze de aanwezigen probeerden te herinneren aan de politieke nalatenschap van George en een poging deden om tot een compromis te komen tussen katholieken en Utraquisten.
In 1473 vestigde Johanna zich in Mělník en kreeg ze van de lokale Sint-Petrus-en-Pauluskerk zesduizend zilvertalenten toegewezen. Johanna stierf in november 1475. Johanna wenste begraven te worden in de kerk beneden de stad Mělník, maar volgens sommige bronnen werd ze naast haar echtgenoot bijgezet in de Praagse Sint-Vituskathedraal.

## Nakomelingen
Johanna en George kregen volgende kinderen, van wie er twee hun jeugd overleefden:
- Hendrik de Jongere (1452-1492), graaf van Glatz
- Frederik (1453-1458)
- Agnes, jong gestorven
- Ludmila (1456-1503), huwde in 1474 met hertog Frederik I van Liegnitz